# Paral·laxi dinàmica
En astronomia, la paral·laxi dinàmica és un mètode per calcular la distància d'una estrella binària, que es pot utilitzar quan el sistema està massa lluny per recórrer al mètode usual de paral·laxi. Les dades de què la part de càlcul és el període orbital, el semieix major de l'òrbita en segons d'arc i la magnitud aparent dels dos components. El mètode fa ús de la relació massa-lluminositat d'estrelles de seqüència principal.

## Forma de càlcul
Inicialment, la massa dels components del sistema s'estableix en un valor arbitrari, generalment el de la massa solar. En aquest punt, el semieix major es pot obtenir mitjançant l'explotació de la tercera llei de Kepler que posa en relació la massa, el període orbital i el semieix major, d'acord amb la següent fórmula:
{\displaystyle (M_{1}\,+\,M_{2})\,P^{2}\,=\,A^{3}\!}
on M1 i M2 són les masses dels dos components, P és el període orbital, i A és el semieix major en unitats astronòmiques. Pel que fa a la parella d'estrelles es pot mesurar en el semieix major de l'òrbita en segons d'arc. Conèixer el valor del semieix major està en segons d'arc que en unitats astronòmiques és possible derivar la paral·laxi (i per tant la distància) del sistema, ja que les tres quantitats es relacionen mitjançant la següent relació matemàtica:
{\displaystyle p=a\,/\,A\!}
on p és la paral·laxi en segons d'arc. A continuació, pot agafar avantatge de la relació entre la magnitud aparent, la paral·laxi i la magnitud absoluta d'una estrella per derivar aquesta última. Les tres quantitats es relacionen mitjançant la següent relació:
{\displaystyle M_{v}\,=\,m_{v}\,+\,5\,+\,5\,\log(p)\!}
on Mv és la magnitud absoluta, mv l'aparent i p la paral·laxi. En aquest punt, atesa la magnitud absoluta, és possible calcular la massa dels dos components per mitjà de la relació massa-lluminositat. A continuació, pot procedir de forma iterativa: de la massa obtinguda d'aquesta manera i el període orbital es pot recalcular la distància en unitats astronòmiques, a fi d'obtenir un nou paral·laxi i, en conseqüència, un nou valor de la lluminositat absoluta, el que condueix a un nou càlcul de les masses. El procés es pot repetir tantes vegades fins a arribar a una precisió dins del 5%.

## Exemple
Els paràmetres de l'estrella η Cassiopeiae són els següents
- P = 526 anys, a = 12",21, m1 = 3,7, m2 = 7,4

Els valors de les masses dels dos components obtinguts amb el mètode de paral·laxi dinàmic, expressats en masses solars, que són els següents:
- Valors de sortida: 1,00 i 1,00
- Després de la 1a iteració: 1,18 i 0,54
- Després de la 2a iteració: 1,15 i 0,52
- Després de la 3a iteració: 1,14 i 0,52
- Després de la 4a iteració: 1,14 i 0,52

Una vegada que s'han obtingut valors prou precisos per a les masses, un valor satisfactori s'obté també la paral·laxi p. El paral·laxi p està al seu torn relacionat amb la distància de l'estrella D per la següent relació:
{\displaystyle D\,=\,1/p\!}
on D s'expressa en parsec. Per η Cassiopeiae, que està tenint un paral·laxi p = 0",158, s'obté D = 6,3 parsec = 20,6 anys llum.